# Lane's Prince Albert

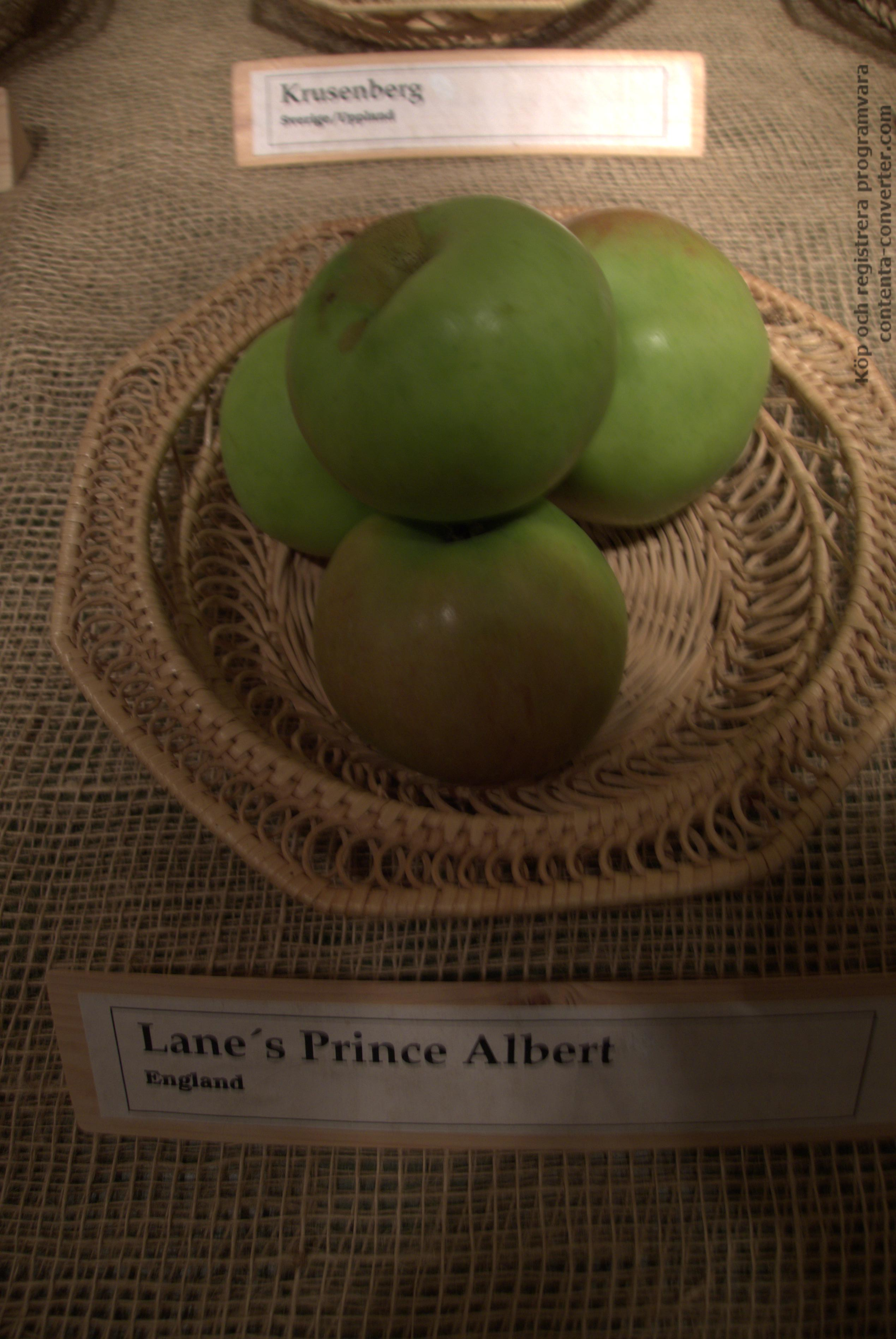
Lane's Prince Albert

Lane's Prince Albert är en äppelsort vars ursprung är okänt, och introducerat på marknaden 1857. Detta äpple är relativt stort och har ett mestadels grönt och närmast rött skal, ett skal som när äpplet är riktigt moget, är fett. Köttet är fast, saftigt, och har en syrlig smak. Äpplet mognar omkring december och kan därefter lagras till mars. Äpplen som pollineras av Lane's Prince Albert är Cox Orange, Cox Pomona, Filippa, James Grieve och Transparente blanche. I Sverige odlas sorten gynnsammast i zon I-III. Typisk storlek bredd 77 mm, höjd 67 mm, stjälk 2,5x14 mm. 
Äppelsorten började säljas i Sverige år 1899 av Bissmark Plantskola i Halmstad.